# Punische Kriege
Als Punische Kriege (von lateinisch Poeni = Punier) bezeichnet man eine Serie von drei Kriegen der Antike (264 bis 146 v. Chr.) zwischen der See- und Handelsmacht Karthago und dem jungen Römischen Reich, das siegreich aus diesem Konflikt hervorging.

## Verlauf
Die Karthager, von den Römern Poeni (Punier) genannt, waren ein levantinisches Seefahrervolk, das Mitte des 3. Jahrhunderts v. Chr. den westlichen Mittelmeerraum kontrollierte. Karthago im heutigen Tunesien war zunächst eine Kolonie der phönizischen Stadt Tyros. Als Tyros infolge der Expansion der Assyrer, Babylonier und Perser unter Druck geriet und seine Selbstständigkeit verlor, gelang es Karthago im 6. Jahrhundert v. Chr., die meisten phönizischen Kolonien im Westen zu übernehmen und zu deren Mutterstadt und Schutzmacht zu werden. Früh kontrollierte die Stadt unter anderem den Westen Siziliens mit der uneinnehmbaren Festung Lilybaion, ohne jemals die ganze Insel zu erobern, da sich insbesondere die dortigen Griechenstädte der Magna Graecia den Puniern widersetzten. Vor Mitte des 3. Jahrhunderts v. Chr. war das Verhältnis zwischen Rom und Karthago kooperativ, mehrere Verträge wurden geschlossen. Noch im Pyrrhischen Krieg von 280 bis 275 waren die beiden Mächte verbündet.

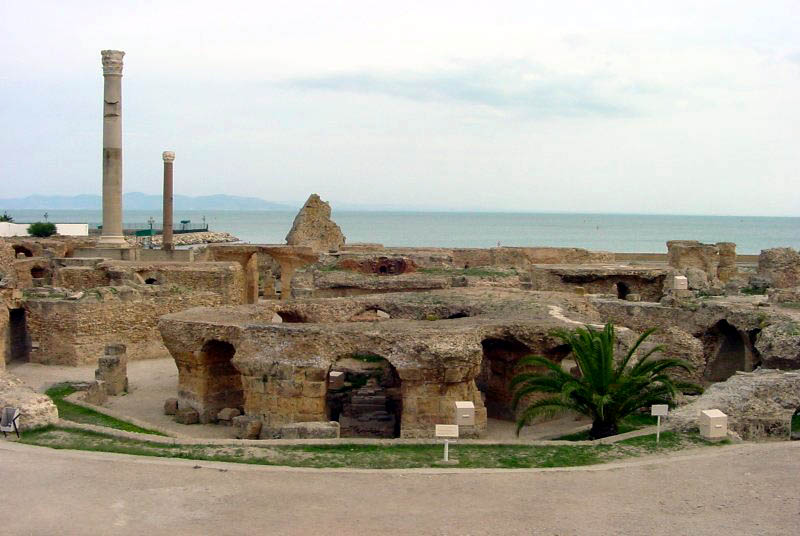
Ruinen des römischen Karthago (Antoninus-Pius-Thermen)

Als Konsequenz dieses Krieges dehnten die Römer ihren Machtbereich auf Unteritalien aus. Als Rom im Jahr 264 eine Gelegenheit sah, einen Brückenkopf nach Sizilien zu schlagen, trat Karthago diesem Bestreben entgegen, um seine eigenen Besitzungen im Westen der Insel zu schützen. Bereits in der Antike war umstritten, ob die Römer mit ihrer Intervention auf Sizilien Verträge mit den Karthagern brachen. Dieser anfänglich lokale Konflikt weitete sich jedoch im Ersten und Zweiten Punischen Krieg in einen Kampf um die Vorherrschaft am westlichen Mittelmeer aus. Der Krieg dauerte 43 Jahre und wurde von beiden Seiten mit großem Einsatz betrieben.
Die erste Phase dauerte bis 241 und endete nach wechselvollen Kämpfen mit einem römischen Sieg, in dessen Folge Karthago Sizilien aufgab. Im Jahr 238 nutzten die Römer innere Konflikte in Nordafrika, um vertragswidrig auch Sardinien und Korsika zu besetzen. Daraufhin unterwarfen die karthagischen Barkiden den größten Teil der Iberischen Halbinsel (Hispanien). 218 brachen erneut Kämpfe aus. Ob der Karthager Hannibal oder der römische Senat für die Eskalation verantwortlich waren, ist umstritten. Hannibal kam der römischen Invasion in Hispanien und Afrika zuvor, indem er die Pyrenäen und Alpen überquerte und Italien selbst zum Kriegsschauplatz machte. Obwohl Rom anfangs Verluste erlitt und mehrmals am Rande einer Niederlage stand, gewann es aufgrund seines Durchhaltewillens und seiner überlegenen Reserven an Menschen und Material diesen Waffengang, während Karthago geschwächt daraus hervorging.
Nach dem endgültigen Triumph bei der Schlacht von Zama 202 v. Chr. lag Karthago am Boden und sah sich auf den Status eines römischen Vasallenstaats herabgesunken, der Kampf um die Hegemonie im westlichen Mittelmeer war zugunsten Roms entschieden. Indes fürchteten angeblich vor allem die Gefolgsleute des Römers Marcus Porcius Catos des Älteren ein Wiedererstarken des punischen Feindes und bevorteilten massiv Karthagos nordafrikanische Rivalen. Zudem lockte der immer noch erhaltene Reichtum der Stadt. Schließlich beseitigten die Römer den karthagischen Staat im Dritten Punischen Krieg endgültig. Sie zerstörten 146 v. Chr. die Stadt selbst und richteten die neue Provinz Africa ein.
Die Stadt Karthago wurde etwa ein Jahrhundert später unter Gaius lulius Caesar neu gegründet und erlebte in den folgenden Jahrhunderten als Teil des Imperium Romanum eine erneute Blüte, die bis zum Ende der Antike anhielt. Die phönizisch-punische Sprache überlebte bis in arabische Zeit und ist möglicherweise erst im 10. Jahrhundert ausgestorben.

## Übersicht
- Der Erste Punische Krieg wurde zwischen 264 und 241 v. Chr. hauptsächlich mit Seestreitkräften und auf Sizilien geführt. (In der Folge kam es in den Jahren 241–237 v. Chr. zum Söldneraufstand.)
- Der Zweite Punische Krieg wurde zwischen 218 und 201 v. Chr. geführt und ist durch Hannibals Überquerung der Alpen bekannt geworden. Hier erlitten die Römer in der Schlacht von Cannae 216 v. Chr. ihre schwerste Niederlage überhaupt.
- Der Dritte Punische Krieg fand zwischen 149 und 146 v. Chr. statt und endete mit der vollständigen Zerstörung Karthagos.

## Trivia
Der lateinische Ausspruch Ceterum censeo Carthaginem esse delendam (dt. ‚Im Übrigen bin ich der Meinung, dass Karthago zerstört werden muss‘), der Cato dem Älteren zugesprochen wird, ist Lateinschülern als prominentes Beispiel für eine AcI-Konstruktion bekannt. Die regelmäßig wiederholte Forderung Catos im römischen Senat unterstützte den Ausbruch des 3. Punischen Krieges.